# Unciaal 097

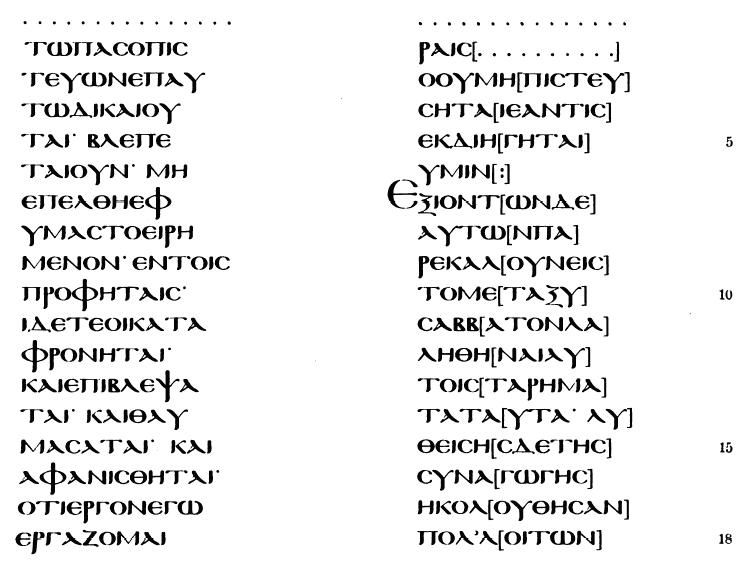
Tischendorf's facsimile

Unciaal 097 (Gregory-Aland), α 1003 (Soden), is een van de Bijbelse handschriften in de Griekse taal. Het dateert uit de 7e eeuw en is geschreven met uncialen op perkament.

## Beschrijving
Het bevat de tekst van het Handelingen van de Apostelen (13,39-46). De gehele codex bestaat uit 1 blad (26 × 21 cm) en werd geschreven in twee kolommen per pagina, 18 regels per pagina.
Het is een palimpsest, de bovenste tekst is in het Georgisch (10e eeuw).
De codex geeft de gemengde tekst weer. Kurt Aland plaatste de codex in Categorie III.

## Geschiedenis
Het handschrift bevindt zich in de Russische Nationale Bibliotheek (Gr. 18), in Sint-Petersburg.